# Fußballer des Jahres (Simbabwe)
Der Titel Fußballer des Jahres wird in Simbabwe seit 1969 jährlich vergeben. Der Titel heißt offiziell Soccer Star of the Year Award. Der Titelträger wird von simbabwischen Fußball-Journalisten gewählt.
Die Preisträger sind:
- 1969:  George Shaya (Dynamos)
- 1970:  Tendai Chieza (Mangula)
- 1971:  Peter Nyama (Chibuku)
- 1972:  George Shaya (Dynamos)
- 1973:  Enerst Kamba (Dynamos)
- 1974:  Moses Moyo (Zimbabwe Saints)
- 1975:  George Shaya (Dynamos)
- 1976:  George Shaya (Dynamos)
- 1977:  George Shaya (Dynamos)
- 1978:  George Rollo (Arcadia Utd)
- 1979:  Shacky Tauro (CAPS United)
- 1980:  David Mandigora (Dynamos)
- 1981:  Stanley Ndunduma (CAPS United)
- 1982:  Japhet Mparutsa (Dynamos)
- 1983:  Ephert Lungu (Rio Tinto)
- 1984:  James Takavada (Ziscosteel)
- 1985:  Stanley Ndunduma (Black Rhinos)
- 1986:  Moses Chunga (Dynamos)
- 1987:  Mercedes Sibanda (Highlanders)
- 1988:  Ephraim Chawanda (Zimbabwe Saints)
- 1989:  Masimba Dinyero (Black Mambas)
- 1990:  Peter Ndlovu (Highlanders)
- 1990:  George Nechironga (CAPS United)
- 1991:  Peter Ndlovu (Highlanders)
- 1992:  Wilfred Mugeyi (Black Aces)
- 1993:  Agent Sawu (Zimbabwe Saints)
- 1994:  Memory Mucherahowa (Dynamos)
- 1995:  Tauya Murewa (Dynamos)
- 1996:  Stewart Murisa (CAPS United)
- 1997:  Walter Chuma (Wankie)
- 2000:  Zenzo Moyo (Highlanders)
- 2001:  Maxwell Dube (Chapungu United)
- 2002:  Dazzy Kapenya (Highlanders)
- 2003:  Energy Murambadoro (CAPS United)
- 2004:  Cephas Chimedza (CAPS United)
- 2005:  Joseph Kamwendo (CAPS United)
- 2006:  Clemence Matawu (Motor Action)
- 2007:  Murape Murape (Dynamos)
- 2008:  Evans Chikwaikwai (NJUBE Sundowns)
- 2009:  Ramson Zhuwawo (Gunners)
- 2010:  Charles Sibanda (Motor Action)
- 2011:  Washington Arubi (Dynamos)
- 2012:  Denver Mukamba (Dynamos)
- 2013:  Tawanda Muparati (Dynamos)
- 2014:  Dennis Dauda (ZPC Kariba)
- 2015:  Danny Phiri (Chicken Inn)
- 2016:  Hardlife Zvirekwi (CAPS United)
- 2017:  Rodwell Chinyengetere (FC Platinum)
- 2018:  Rodwell Chinyengetere (FC Platinum)
- 2019:  Joel Ngodzo (CAPS United)